# Casey Matthews
Casey Christopher Matthews (Northridge, 16 gennaio 1989) è un giocatore di football americano statunitense che gioca nel ruolo di linebacker per i Minnesota Vikings della National Football League (NFL). Fu scelto nel corso del quarto giro (116º assoluto) del Draft NFL 2011 dagli Philadelphia Eagles. Al college ha giocato a football all'Università dell'Oregon.

## Carriera

### Philadelphia Eagles
Matthews fu scelto dai Philadelphia Eagles nel corso del quarto giro del Draft 2011. Iniziò la sua prima stagione come middle linebacker titolare degli Eagles. Dopo due gare fu spostato nel ruolo di linebacker sul lato debole, dopo di che perse il posto come partente. Tornò nuovamente titolare nel ruolo di nickel-linebacker prima della gara della settimana 14 contro i Miami Dolphins, in cui mise a segno il suo primo sack in carriera. La sua stagione da rookie si concluse con 37 tackle e 1 sack. Nelle successive due annate, Matthews trovò meno spazio, disputando tutte le 32 gare ma due sole come titolare, con 22 tackle complessivi. Nel 2014 trovò invece molto più spazio, disputando 11 partite su 16 come titolare, nelle quali totalizzò 53 tackle, 1,5 sack ed un fumble forzato.

### Minnesota Vikings
Divenuto free agent, il 26 marzo 2015 fu ingaggiato dai Minnesota Vikings.

## Vittorie e premi
Nessuno

## Statistiche
| Partite totali      | 64  |
| Partite da titolare | 16  |
| Tackle              | 112 |
| Sack                | 2,5 |
| Intercetti          | 0   |
| Fumble forzati      | 1   |

Statistiche aggiornate alla stagione 2014

## Vita privata
Casey è figlio di Clay Matthews Jr., Pro Bowler negli anni ottanta con i Cleveland Browns, e fratello di Clay III, linebacker dei Green Bay Packers. Suo zio è il membro della Pro Football Hall of Fame Bruce Matthews.